# Lightning Returns: Final Fantasy XIII
Lightning Returns: Final Fantasy XIII (jap. ライトニング リターンズ ファイナルファンタジーXIII, Raitoningu Ritānzu: Fainaru Fantajī Sātīn) ist ein Rollenspiel der Final-Fantasy-Reihe, das von Square Enix entwickelt wurde und im Februar 2014 in Europa veröffentlicht wurde. Es ist Teil der Fabula-Nova-Crystallis-Saga und schließt an die Ereignisse aus Final Fantasy XIII-2 an, wobei die mit Final Fantasy XIII begonnene Handlung einem Abschluss zugeführt wird. Eine Besonderheit des Spiels besteht darin, dass die gesamte Spielwelt stets in Veränderung begriffen ist, ausgelöst durch Ereignisse, die sich zu bestimmten Tageszeiten an verschiedenen Orten ereignen, unabhängig davon, ob sich der Spieler gegenwärtig als Zeuge des Geschehens an dem betreffenden Ort befindet oder nicht. Game Directory Motomu Toriyama äußerte mit Blick auf die lange Geschichte von Final Fantasy, dass Lighting Returns: Final Fantasy XIII der „vollkommenste und glanzvollste Teil der Final-Fantasy-Reihe“ werde.
Im Gegensatz zu Final Fantasy XIII und Final Fantasy XIII-2 ist diesmal Lightning, die die Welt vor der vollständigen Zerstörung zu bewahren bestrebt ist, der einzige spielbare Charakter. Der Spieler hat die Möglichkeit, Lightnings Kleidung zu verändern, wofür über 20 Gewänder zur Verfügung stehen.

## Spielprinzip
Das Kampfsystem in Lightning Returns entspricht im Prinzip dem aus XIII und XIII-2 bekannten ATB-basierten System. Da jedoch Lightning nun der einzige spielbare Charakter sein wird, wurde es modifiziert, um dem Spieler mehr Kontrolle über das Geschehen einzuräumen. So kann sich Lightning nun in Kämpfen frei umherbewegen, wobei die Kämpfe jedoch weiterhin nicht direkt in der Umgebung der Spielwelt, sondern auf separaten Schlachtfeldern ausgetragen werden. Anstatt Befehle der Reihe nach aus einem Menü auszuwählen, können Lightnings Fähigkeiten nun außerdem über die Buttons des Controllers angesprochen werden.
Lightnings Fähigkeiten werden von der Wahl ihrer Outfits, ihrer Waffe und ihres Schildes bestimmt. Es können 3 verschiedene Outfit, mit jeweils eigener Waffe und Schild angelegt werde. Der Spieler kann während des Kampfes, frei zwischen diesen 3 Outfits wechseln, wobei jedes Outfit einen eigenen ATB Balken hat, welcher sich unabhängig von den anderen Outfits füllt.
Über den Dreizehntageszeitraum des Spiels wird Lightning durch ihre Handlungen Einfluss auf den Lauf der Zeit nehmen. Eine bestimmte Person zu retten, könnte die Uhr um einige Stunden zurückdrehen, während die Rettung einer anderen Person die Zeiger vorantreibt. Da Lightning nur 13 Tage zur Rettung der Welt verbleiben, ist Zeit das grundlegende Motiv von Lightning Returns. Die einzelnen Tage sind in Morgen, Nachmittag, Abend und Nacht unterteilt, während zu bestimmten Zeiten an verschiedenen Orten Ereignisse geschehen. Laut Motomu Toriyama wird das Spiel auf verschiedenen Pfaden bestritten werden können, sodass es nicht möglich sein wird, all diesen Ereignisse in einem einzigen Spieldurchlauf beizuwohnen; somit sind mehrere Durchläufe nötig, um aller Geschehnisse in der Spielwelt gewahr zu werden.
Am 21. Januar 2014 hat Square Enix eine Test-Version im Xbox Store veröffentlicht. Seit dem 22. Januar 2014 steht eine kostenlose Demo-Version im PlayStation Network zum Download bereit.

## Handlung

### Prolog
500 Jahre nach dem Ende von Final Fantasy XIII-2 erwacht Lightning aus ihrem Kristallschlaf. Die Welt steht vor dem Untergang und der Gott Bhunivelze hat Lightning dazu auserwählt, seine „Erlöserin“ zu sein und die Seelen von so vielen Menschen wie möglich zu retten, welche die neue Welt, die er erschafft, bevölkern sollen. Lightning soll diese Aufgabe erfüllen, bis die Welt in 13 Tagen vom Chaos verschlungen wird. Um diese Aufgabe zu erfüllen, verleiht Bhunivelze Lightning neue Kräfte und gibt ihr eine neue Ausrüstung. Als Belohnung für die Erfüllung der Aufgabe verspricht Bhunivelzel, dass er Lightnings Schwester Serah wieder ins Leben zurückholt.
Lightning versucht zuerst, ihren alten Gefährten Snow zu erlösen, welcher in der Vergnügungsstadt Yusnaan als Schutzpatron regiert. Dabei kommt es zum Kampf mit Snow, welcher sich wegen Serahs Tod immer noch Vorwürfe macht und die letzten 500 Jahre Chaos absorbiert hat. Der Kampf wird von Lumina unterbrochen, welche dabei Lightnings Schwert zerbricht. Snow zieht sich in das Innere des Palastes zurück, während Lightning ihn verfolgt. Sie muss die Verfolgung abbrechen, da sie an einer Sicherheitstür nicht vorbeikommt. Daraufhin wird sie von Hope (welcher wieder zum Kind geworden ist) in die Arche zurückgeholt. In der Arche erklärt Hope Lightning die aktuelle Situation der Welt: Durch den Tod von Etro verschmolzen die sichtbare Welt und Wallhalla zur Welt Nova Chrysalia, welche aus den vier Gebieten Luxerion, Wildlande, Yusnaan und Klagenden Dünen besteht. Die Menschen altern nicht mehr und es werden auch keine Kinder mehr geboren. Die Menschen können aber noch durch Krankheiten, Unfälle etc. sterben. Dieser Zustand hat bei den Menschen in den letzten 500 Jahren zu einer lethargischen Langeweile geführt. Das Chaos verschlingt die Welt jeden Tag mehr, weshalb diese vor dem Erwachen von Bhunivelze am 13. Tag untergehen wird. Um dies zu verhindern, muss Lightning die Probleme von fünf Personen lösen, um der Welt genug Zeit zu verschaffen. Hope schickt Lightning anschließend nach Luxerion.

### Haupthandlung

#### Luxerion
In Luxerion wird Lightning Zeugin, wie am Bahnhof eine Puppe, welche ihr ähnelt, vom Turm geworfen wird und Flugblätter mit der Nachricht „Die Erlöserin wird durch die Hand des Schattenjägers sterben“ herumfliegen. Sie erfährt, dass in letzter Zeit Häretiker, welche sich die „Kinder Etros“ nennen, Ritualmorde an Frauen mit rosafarbenen Haaren begehen, da sie wissen, dass die Erlöserin solche Haare hat. Die Kinder Etros glauben, dass nur der Tod die Erlösung bringe, und lehnen die Lehren des Ordens der Erlösung, welcher Bhunivelze anbetet, ab. Lightning findet auf ihrer Suche nach einer Möglichkeit, den Häretikern zu ihrem Ritualort, einem Orakel, folgen zu können, und trifft dabei wieder auf Lumina. Im Orakel sieht sie, wie sie die Welt zerstört, aber durch Noel Kreiss aufgehalten wird. Noel stellt Lightning und gibt sich ihr als Schattenjäger zu erkennen, bevor er verschwindet. Lightning gelingt es, die Häretiker bei ihrem Ritual zu stellen und diese mit der Hilfe von Noel zu besiegen. Noel sagt ihr, dass dies nicht der richtige Ort sei, und führt Lightning zu seinem Unterschlupf, wo ein weiteres Orakel ist. Dieses Orakel zeigt, dass Noel und Jul wieder vereint sind, wenn er Lightning tötet. Lightning besiegt Noel im folgenden Kampf, woraufhin dieser Lightning erneut angreift. Anstatt Lightning zu töten, zerstört er das Orakel, weil er es nicht ertragen kann, einen weiteren Menschen zu verlieren, weil er das Chaos freisetzte, nachdem er vor 500 Jahren seinen Mentor und Freund Caius Ballad getötet hatte, was die Zerstörung der Welt zur Folge hatte. Daraufhin erscheint die Seele von Jul und sagt Noel, dass seine Entscheidung richtig gewesen sei und sie wieder vereint sein werden. Noel kann seine Zweifel und seine Lasten ablegen und Lightning seine Seele erlösen.
In der Kathedrale trifft Lightning ihre Gefährtin Vanille, welche vom Orden der Erlösung als Heilige verehrt wird. Seitdem sie vor 13 Jahren aus dem Kristallschlaf erwacht ist, kann sie die Stimme der gestorbenen Seelen hören, welche im Chaos gefangen sind. Jeder Schrei der Seelen ist für sie wie ein Stich ins Herz. Sie erzählt ihr, dass sie alle Seele zusammenrufen wolle, um diese freizusetzen und zu befreien.

#### Yusnaan
In Yusnaan wird Lightning von der Stadtwache gesucht, da ihr Versuch, Snow zu erlösen, als Mordanschlag angesehen wird. Lightning versucht, sich auf die abendliche Feier vor dem Palast zu schleichen, wird jedoch von Lumina gestört. Sie gelangt in den Besitz einer ID und kann sich auf das Fest schleichen. Auf dem Fest muss sie die Hauptrolle im Stück „Das Lied der Erlöserin“ einnehmen. Sie bringt die Bühne zum Einstürzen und gelangt in den Palast. Im Palast findet sie Snow, welcher sich hinter einer dicken Eiswand verschanzt hat. Mit der Verlobungskette von Serah kann Lightning die Wand zerstören und zu Snow vordringen. Snow bittet Lightning, ihn zu töten, da er alles nicht mehr ertragen könne, sich nur noch Vorwürfe wegen Serah mache, die letzten 500 Jahre lang Chaos absorbiert habe und seine Verwandlung in einen Cie’th nicht mehr aufhalten könne. Lightning besiegt den zur Hälfte zu einem Cie’th gewordenen Snow und kann diesen retten, indem sie ihn an seine Vergangenheit erinnert und daran, dass er nicht einfach sterben könne, wenn er Serah wiedersehen wolle. Nachdem er wieder ein Mensch geworden ist, erlöst Lightning seine Seele.

#### Wildlande
In den Wildlanden hört Lightning eine ihr unbekannte Stimme, welche ihr vom Engel von Wallhalla erzählt. Als Lightning sich umhört, stellt sich dieser als ein legendärer weißer Chocobo heraus, welcher noch nie von jemandem geritten worden ist. Der Engel von Wallhalla wird von den Bewohnern der Wildlande verehrt, da er das Ende bedeute und seinen auserwählten Meister zum Quell des Chaos bringe. Lightning findet den Chocobo, welcher schwer verletzt ist. Mithilfe des Arztes Dr. Gizar kann sie den Chocobo retten. Mit dem Engel von Wallhalla gelangt Light zu Etros Tempel, wo sie auf den totgeglaubten Caius Ballad trifft, welcher Chaos in ihre Brust pflanzt, das nach und nach ihr Leben auffrisst. Auf dem Weg zu Caius trifft Lightning verschiedene Inkarnationen von Jul, welche ihr Widersprüchliches bezüglich Caius mitteilen. Lightning kämpft gegen Caius und kann diesen bezwingen. Caius tötet sich selbst, wird aber vom Chaos wiederbelebt. Er erklärt Lightning, dass er nicht erlöst werden könne, da das Große Chaos im Tempel aus den Seelen aller Juls bestehe und ihre widersprüchlichen Wünsche um Emotionen das Chaos formten: Die einen wollen Caius’ Erlösung, die anderen wollen, dass er lebe. Lightning verlässt den Tempel und trifft davor die letzte Jul. Diese offenbart ihr, dass sie es gewesen sei, die seit Jahrhunderten die Worte spricht, die Lightning bei ihrer Ankunft höre und zeigt ihr, warum keiner den Engel von Wallhalla reiten kann: Dieser ist in Wirklichkeit Lightnings Esper Odin, welcher zu einem Chocobo geworden ist, als das Chaos die Welt überflutete. Des Weiteren sagt sie ihr, dass sie die einzige Jul ist, deren Herz nicht Caius gehöre.
In den Wildlanden trifft Lightning auf ihren Gefährten Sazh, welcher von einem fröhlichen zu einem grummeligen Mann geworden ist, da sein Sohn Dajh seit 500 Jahren in einem todesähnlichen Schlaf liegt und dessen Seele zersplittert ist. Er sucht seit 500 Jahre nach den Fragmenten, um diese mit der Seelenschatulle, welche er von Lumina bekommen hat, zusammenzufügen. Lightning findet die Fragmente und gibt diese Sazh. Sazh kann Dajh nicht wecken und Lightning sagt ihm, dass er aufhören müsse, ein dunkles Gesicht zu machen. Sazh erinnert sich an seine glückliche Zeit mit Dajh und wird wieder fröhlich, woraufhin Dajhs Seele in dessen Körper zurückkehrt und dieser erwacht.
In den Jakht-Wäldern findet Lightning ein Mogry-Dorf und ihren alten Freund Moggel, welcher einst Serah begleitet hat. Dieser flieht vor Lightning, da er denkt, er habe nicht das Recht, sie zu sehen, da er Serah nicht hat beschützen können. Lightning sagt ihm, dass es nicht seine Schuld sei, und kann ihn so erlösen.

#### Klagende Dünen
In den Klagenden Dünen trifft Lightning auf Wüstenräuber, deren Anführerin Oerba Yun Fang ist, die einst mit Vanille zur Kristallsäule geworden ist, die Cocoon gestützt hat. Sie bittet Lightning, ihr zu helfen, die Clavis in den Ruinen zu bergen, da nur die Erlöserin die Ruinen öffnen könne. Sie können die Clavis bergen, aber diese wird vom Orden der Erlösung gestohlen, da diese Seelen anzieht. Fang offenbart Lightning, dass die Clavis alle toten Seelen vernichten könne, dies aber Vanilles Leben kosten werde. Fang verlässt die Dünen, um sich auf den letzten Tag vorzubereiten und Vanille zu retten.

#### Die 13 Tage
Während Lightnings Reisen zwischen Nova Chrysalia und der Arche landet sie immer wieder in ihrer inneren Welt, in welcher Bhunivelze sie nicht hören kann. Dort trifft sie auf Lumina, welche ihr sagt, dass Bhunivelze ein doppeltes Spiel spiele, und deutet an, dass er nicht allmächtig sei, da die Seele und das Chaos Dinge seien, die er nicht sehen könne. Kurz vor dem letzten Tag bitten die toten Seelen in Form von Cid Raines Lightning um Erlösung. Lightning erfährt, dass Vanille die Kraft hat, die Toten zu erlösen, während sie die Lebenden erlöst.

#### Der letzte Tag
Am letzten Tag ist die ganze Welt bis auf die Kathedrale von Luxerion zerstört. Lightning will den Orden aufhalten, da mit der Vernichtung der toten Seelen auch alle Erinnerungen an diese verschwänden und es so wäre, als hätten sie niemals existiert. Lumina will sie kurz aufhalten, da sie nicht allein im Chaos zurückbleiben will. Lightning kämpft gegen den Orden. Noel unterstützt sie und verhindert, dass die Ordens-Soldaten ihr folgen, während sie auf dem Weg zum Altar ist. Lightning bekommt auf dem Weg zu Vanille Unterstützung von Fang und gemeinsam erreichen sie Vanille. Die Hohepriesterin des Ordens drängt Vanille, das Ritual zu vollziehen. Lightning sagt, Vanille solle genau auf die Seelen hören, da sie die Kraft habe, die Seelen zu erlösen. Vanille erkennt, dass die Seelen Erlösung und keine Vernichtung wollen. Fang und Lightning besiegen die Ordens-Soldaten und Snow kann die Clavis zerstören. Fang und Vanille erlösen die toten Seelen und Lightning kann beide erlösen. Lumina erscheint und offenbart, dass sie in Wirklichkeit die Seele von Serah und Lightnings unterdrückte emotionale Seite, welche von Bhunivelze abgespalten worden sei. Sie habe die ganze Zeit auf die wahre Serah aufgepasst.
Bhunivelze lässt alle verschwinden und Lightning stellt sich ihm, da sie seine wahren Absichten und Hopes wahre Identität erkannt hat. Hope war die ganze Zeit Bhunivelzes Gefäß und dieser wollte in seiner neuen Welt angebetet werden, die Serah, die er ihr versprochen hat, nur eine Fälschung war und sie sollte Etros Platz als Totengöttin einnehmen. Erzürnt über Lightnings Verrat, will Bhunivelze die neuen Menschen transzendent und seelenlos machen. Lightning kämpft gegen Bhunivelze und kann diesen besiegen. Sie taucht mit ihm ins Chaos und erlöst dort Hope, bleibt aber selbst zurück. Als sie erkennt, dass sie nicht allein sein will und sie ihre Gefühle wiederentdeckt, vereint sie sich wieder mit Lumina. Mit Hilfe der falschen Serah und Hope gelingt es Lightning, aus dem Chaos zu entkommen. Zusammen mit ihren Gefährten kann sie Bhunivelze abwehren und alle Seelen treten in die neue Welt ein. Lightning trifft Serah wieder und gemeinsam mit allen kann Lightning Bhunivelze besiegen und diesen ins Chaos stoßen. Im Chaos kristallisiert Bhunivelze und Lightning sagt, dass die Lebenden keinen Gott mehr bräuchten. Caius Ballad erscheint und teilt allen mit, dass die Toten einen Gott benötigten, um den Kreislauf der Wiedergeburt zu bewahren, und dass er und die Seelen der Juls diese Aufgabe übernähmen. Noel greift Caius an, weil er Jul wiederhaben möchte. Caius wehrt ihn ab und sagt ihm, dass er sie auch beschützen solle, und stößt ihn aus dem Chaos. Dabei hält Noel die letzte Jul in Armen, die ihn und nicht Caius liebt. Nachdem Bhunivelze besiegt ist, treten alle in die neue Welt ein.
Am Ende sieht man, wie Lightning mit einer Tasche und leichter Kleidung in einem Zug aufs Land fährt, um ihre Schwester zu treffen und endlich wieder mit ihr vereint zu sein.

## Rezeption
Das Magazin GBase.ch hat Lightning Returns: Final Fantasy XIII eine Wertung von 8.0 verliehen. Im Testbericht wurden vor allem die offene Spielwelt und die kinoreifen Zwischensequenzen gelobt. Im Gegenzug wurden das Stufensystem und die etwas verwaschene Optik bemängelt.